# Sei Rampah (plaats)
Sei Rampah is een bestuurslaag in het regentschap Serdang Bedagai van de provincie Noord-Sumatra, Indonesië. Sei Rampah telt 12.026 inwoners (volkstelling 2010).